# Karin Heym
Karin Heym (* 8. Februar 1943 in Berlin) ist eine deutsche Schauspielerin bei Bühne und Fernsehen.

## Leben und Wirken
Karin Heym hatte gleich nach ihrer Ausbildung rasch Kontakt zur Bühne und zum Fernsehen gefunden. Viele Jahre lang wirkte sie am Theater in Kassel, später kamen auch kleine Bühnen u. a. in München hinzu. Seit ihrem 20. Lebensjahr stand Heym regelmäßig vor der Kamera, beginnend 1963 mit der weiblichen Hauptrolle in der Bühnenstückadaption „Die Party“. Es folgten zahlreiche weitere Rollen in Fernsehproduktionen, in denen die blonde Künstlerin mit den markanten Wangenknochen junge Frauen aller Arten verkörperte. Nach 1972 wurden die Angebote seltener. Anfang der 1990er Jahre hatte Karin Heym mit der Trude Maiwald an der Seite von Günter Strack eine Dauerrolle in der Serie Mit Leib und Seele. Es sollte ihre bislang letzte Aufgabe vor der Kamera sein.
Karin Heym war zunächst mit dem Berufskollegen Günter Schimann und seit 1989 bis zu dessen Tode 2015 mit dem deutschen Schauspieler und Synchronsprecher Norbert Gastell (Homer Simpson in Die Simpsons) verheiratet, mit dem sie als Sketchpartner an der Seite von Diether Krebs 1990 in der Comedy-Reihe Voll daneben gespielt hatte.

## Filmografie
- 1963: Die Party
- 1963: Stadtpark
- 1963: Die Schmetterlingsschlacht
- 1964: Kennwort: Reiher
- 1964: Der Familienvater
- 1964: Sergeant Dower muß sterben
- 1964: Sie schreiben mit (Fernsehserie, Episode Nicht träumen Marie)
- 1965: Pension Schöller
- 1965: Damen und Husaren
- 1966: Das Leben ist schön
- 1966: Intercontinental Express (Fernsehserie, Folge: Frau Neumann)
- 1966: Erinnerung an zwei Montage
- 1966: Betriebsfest
- 1967: Pauken und Trompeten
- 1967: Josephine
- 1968: König Richard II.
- 1968: Madame Legros
- 1969: Elfer Gespräche
- 1969: Die Erben des tollen Bomberg
- 1970: Der Kommissar (TV-Krimiserie, eine Folge)
- 1970: Die seltsamen Methoden des Franz Josef Wanninger (TV-Krimiserie, eine Folge)
- 1971: Tiefe blaue See
- 1972: Der Seitensprung des Genossen Barkassow
- 1979: Der Schwanz, der mit dem Hund wedelt
- 1982: Die Stunde des Löwen
- 1982: Anderland (TV-Serie, eine Folge)
- 1982: Leben im Winter
- 1982: Die Krimistunde (Fernsehserie, Episode 2 Das Haus des Colonels)
- 1983: Die Krimistunde (Fernsehserie, Episode 8 Der Fuß in der Tür)
- 1985: Sterne fallen nicht vom Himmel
- 1986: SOKO München (TV-Krimiserie, eine Doppelfolge)
- 1988: Tatort: Sein letzter Wille
- 1989–1993: Mit Leib und Seele als Trude Maiwald
- 1990: Voll daneben – Gags mit Diether Krebs
- 1994: Ihre Exzellenz, die Botschafterin (Fernsehserie, Episode Macht der Gefühle)